# Drug Free Youth
Drug Free Youth — ранний неофициальный сборник группы «Четыре таракана» составленный из песен со студийного альбома «Duty Free Songs» и демозаписи 1993 года, которая позже вышла на сборнике «Краткое содержание предыдущих серий».

## Участники записи
- Денис Петухов — вокал, клавишные
- Дмитрий Воробьёв — гитара
- Дмитрий Самхарадзе — гитара
- Дмитрий Спирин — бас-гитара
- Денис Рубанов — барабаны